# Военный городок (Новосибирск)
Военный городок — комплекс зданий военного назначения в Октябрьском районе Новосибирска, строительство которого велось в 1910—1913 годы и продолжалось в советский период. Объекты 1910-х годов постройки находятся в пределах улиц Тополёвой, Военной, Воинской и Бориса Богаткова. Площадь — 85 га.

## История

### Причины строительства
Во второй половине XIX века перед Россией стояла серьёзная задача в обеспечении казарменными помещениями русской армии, подавляющая часть которой, не имея собственных казарм, селилась в квартирах гражданских лиц. Квартирная повинность была тяжёлой обязанностью для податных сословий и вызывала неудобства как у местного населения, так и у военного командования. В 1874 году число войск возрастает, и проблема в расквартировании становится ещё более актуальной.

### Возведение первых военных комплексов и конфликты с городскими властями
В 1876 году правительство выделило более 30 миллионов рублей на сооружение казарменных помещений, однако их строительство велось преимущественно в европейской части России, тогда как в сибирских городах воинским частям было сложно найти пустующие помещения. Между воинским командованием и гражданскими властями происходили конфликты из-за отсутствия пригодных для дислокации помещений.
Подобные конфликты между городским правительством и военными ведомствами неоднократно возникали и в Новониколаевске (совр. Новосибирск). В сентябре 1909 года на заседании Городской Думы под председательством В. И. Жернакова обсуждались очередные требования от 2-го Сибирского резервного артиллерийского дивизиона, 5-го Иркутского и 6-го Енисейского Сибирских резервных полков о денежной компенсации в пользу чиновников и офицеров этих воинских формирований, на что новониколаевские власти ответили отказом. В журнале заседаний Городской Думы по поводу данных претензий было написано следующее:

Город в это время (до 1-го января 1908 г.) значился в расписании для исчисления квартирных окладов офицерским чинам в IX разрядке. Вопрос этот обсуждался в октябре и декабре 1906 г. городскими уполномоченными, причём Городское Управление признало это требование невыполнимым...
Причиной отказа городские власти назвали такие обстоятельства как: высокая арендная плата сдаваемого жилья и большой недостаток жилой недвижимости в быстрорастущем Новониколаевске.
В 1909 году Новониколаевское городское Общественное управление согласилось уступить военному ведомству место в 60 десятин за рекой Каменкой в обмен на территорию Кабинета Его Императорского Величества в удобном для города месте.

### Постройка 1910—1913 годов

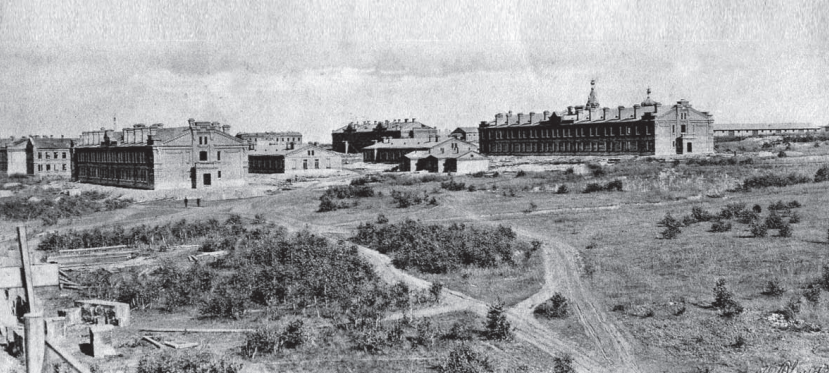
Вид на Военный городок в 1913 году

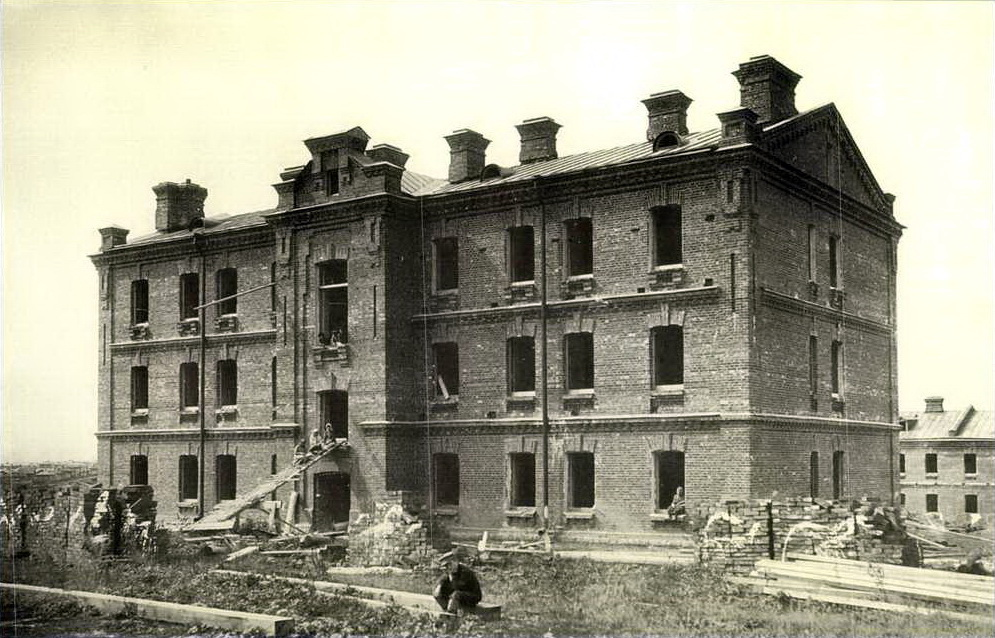
Строительство жилого дома для двенадцати младших холостых офицеров, 1913 год

Летом 1910 года в Закаменской части началось возведение военных казарм. На их постройку ассигновали 5 миллионов рублей. В качестве образца использовали типовые проекты Военного ведомства, которые были опубликованы в «Военном сборнике» 1900 года (№ 11, № 12). Стройка основных объектов велась силой подрядов. В июне 1910 года газета «Обская жизнь» писала о большом числе работников, задействованных в сооружении военного комплекса, их рабочий день начинался в 5—6 часов утра и завершался поздно вечером. Нанятые рабочие прибывали из европейской части России, оплата работы составляла «18 рублей в месяц при готовых харчах и квартире». Сооружение Военного городка велось под руководством войсковой строительной комиссии, в которую входили как военные чины, так и гражданские инженеры А. П. Голубов и И. П. Соколов.
Благодаря высоким темпам строительства постройка военного комплекса была завершена за короткий период — к лету 1913 года были построены 37 зданий, в числе которых были казармы, жилые дома, склады, госпиталь, церковь и т. д.

### Период Первой мировой войны
В период Первой мировой войны число войсковых частей на территории Новониколаевска заметно возросло, из-за чего некоторые военные учреждения и подразделения армии дислоцировались за пределами Военного городка, в помещениях, принадлежавших городу, а возведение новых зданий на территории военного комплекса откладывалось на неопределённый срок по причине отсутствия финансирования.

### Гражданская война
В начале 1918 года был образован интернациональный отряд, в который входили исключительно добровольцы из военнопленных австро-венгерской и германской армий. Он располагался в Военном городке, на территории которого добровольцы проходили дополнительную воинскую подготовку. Весной 1918 года данный отряд под предводительством члена Новониколаевского Совета И. П. Ботко отправился на Забайкальский фронт для противодействия генерал-лейтенанту Белой армии атаману Г. С. Семёнову.
В период Гражданской войны на территории Военного городка размещалась армия Колчака, чехословацкий корпус и польские легионеры. Жители Новосибирска вспоминали, что в одном из зданий военного комплекса несколько месяцев находились арестованные (примерно несколько сотен человек), в том числе мадьяры, служившие в интернациональном батальоне имени Карла Маркса, а также члены советского и партийного аппарата Новониколаевска, среди которых был В. Р. Романов, председатель Новониколаевского Совета рабочих и солдатских депутатов.

### Эпидемия тифа
Зимой 1920 года в городке распространилась эпидемия тифа. Военные врачи называли его «вымирающим пунктом» и предполагали, что вскоре этот район Новониколаевска превратится в кладбище. Здесь в неотапливаемых конюшнях и сараях размещались страдающие от голода и холода пленные белогвардейцы, у них не было возможности посетить бани, они болели туберкулёзом, тифом и массово погибали. На территории Военного городка находилось приблизительно 20 000 тифозных больных.

### 1938—1941 годы
В 1938—1941 годы по причине увеличения количества войск на территории Новосибирска в Военном городке начинается строительство большого числа казарм и домов офицерского состава.

### Период после Великой Отечественной войны
После Великой Отечественной войны проводился ряд реконструкций — к некоторым зданиям были сделаны надстройки или пристройки дополнительных объёмов. Возводились и новое жильё для командного состава и здания для воинских частей. Во время этих строительных работ многие дореволюционные сооружения (конюшни, склады, церковь и т. д.) были уничтожены или сильно перестроены.

## Архитектурные объекты

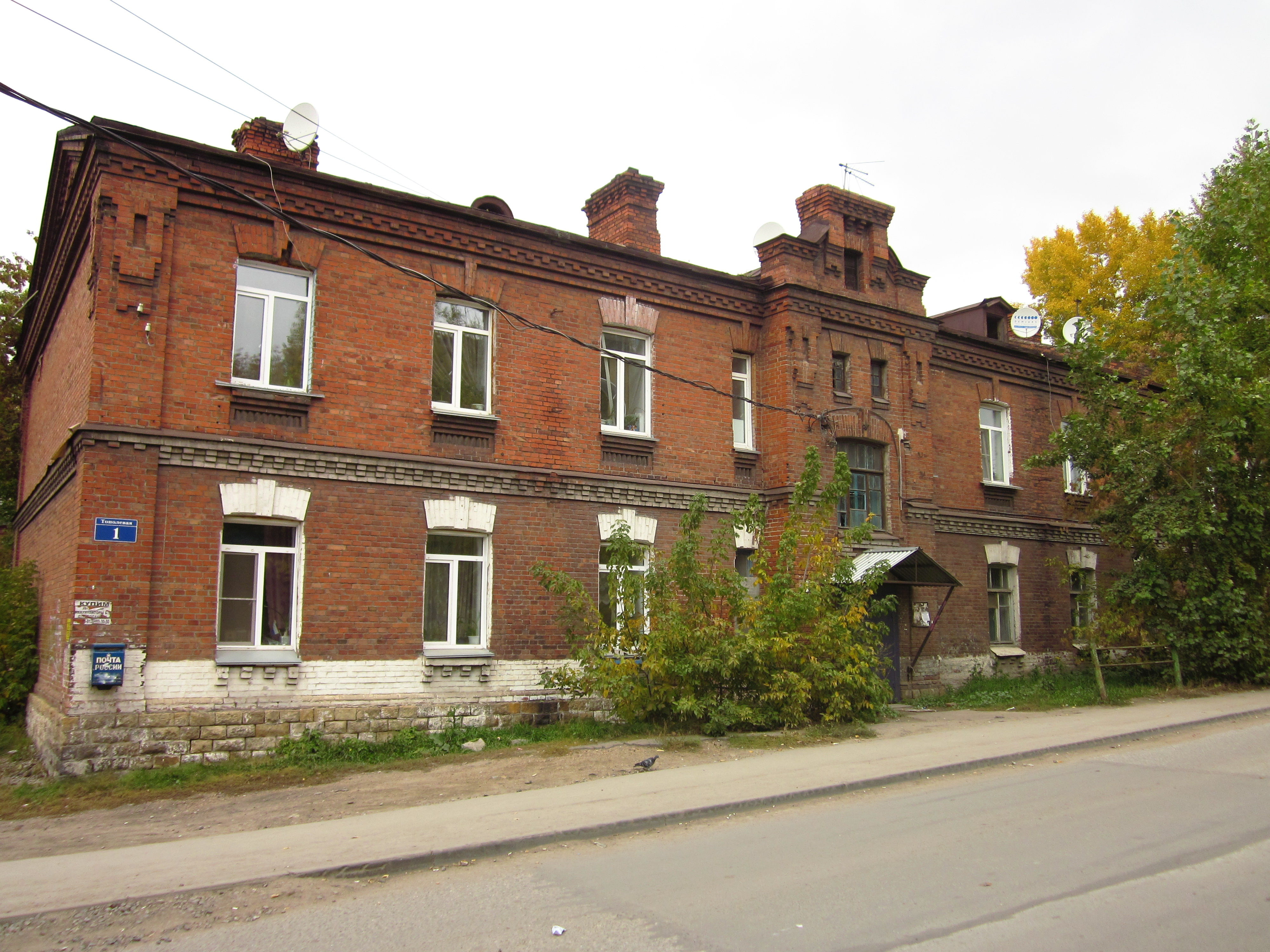
Жилой дом, ул. Тополёвая, 1

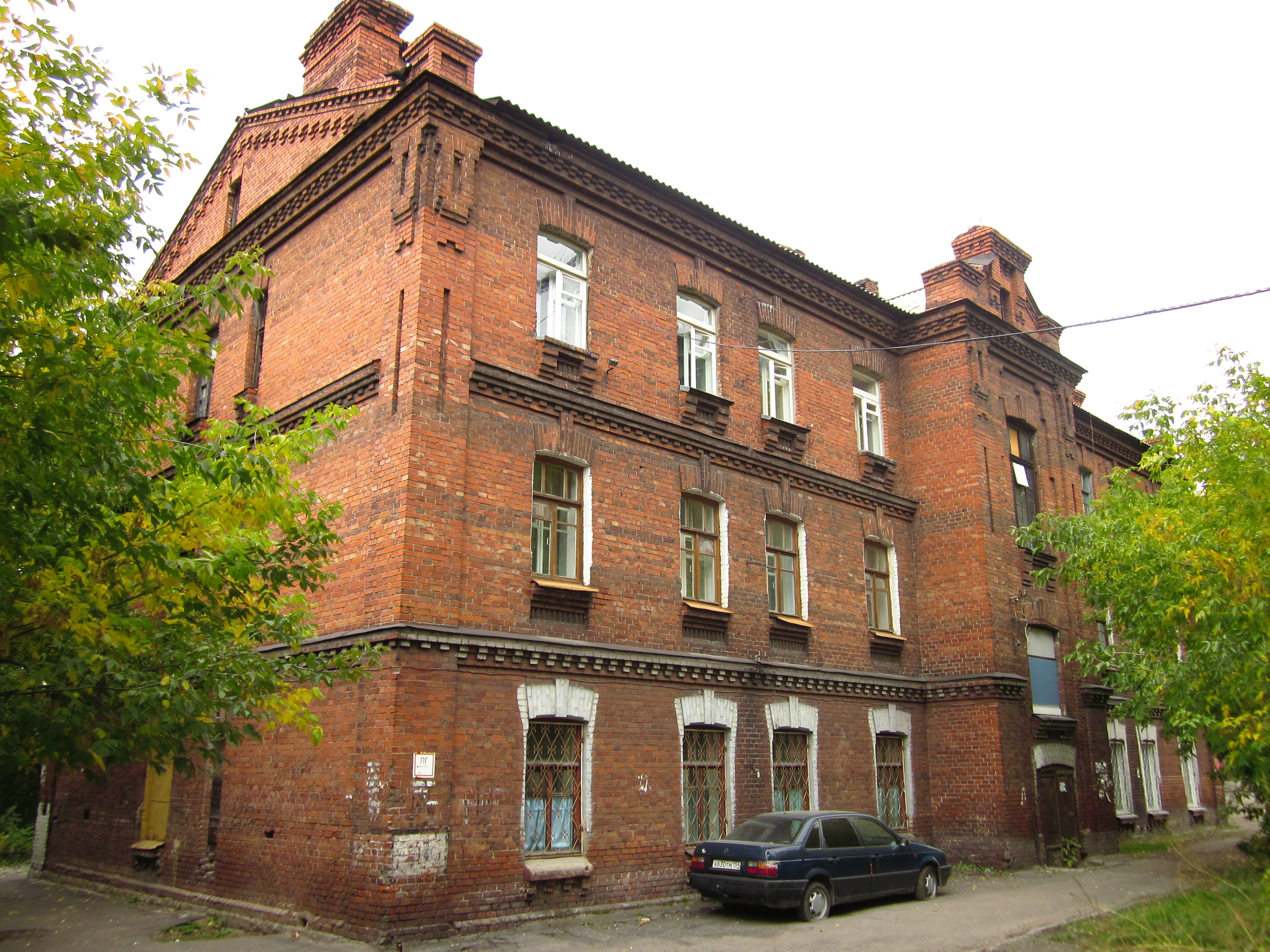
Жилой дом, ул. Тополёвая, 2

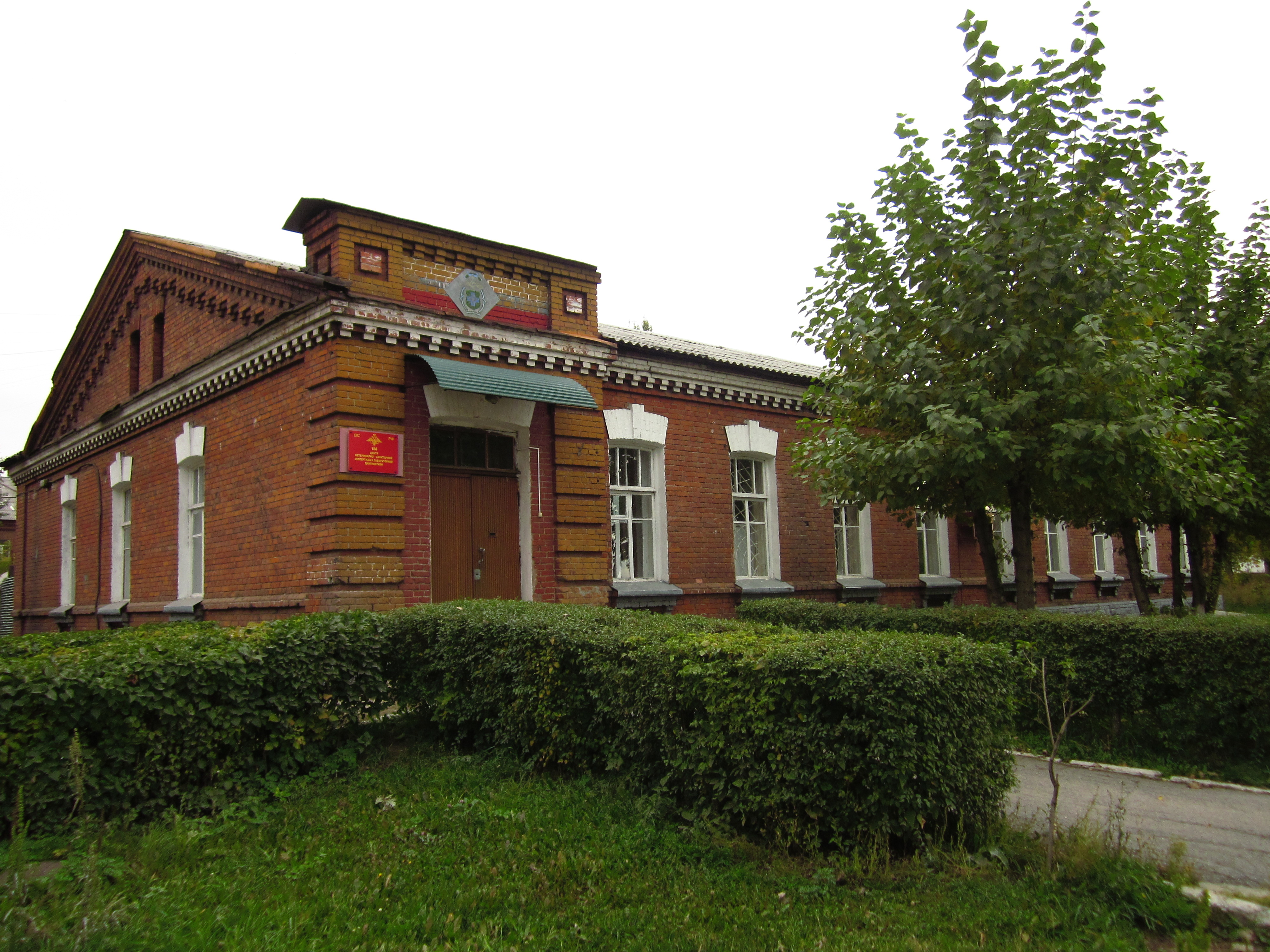
Дом командира полка

### Жилые дома
- Жилой дом для 8 семей старших офицеров (ул. Тополевая, 1) — двухэтажное здание в форме вытянутого прямоугольника на пересечении Военной и Тополёвой улиц, расположен на въезде в Военный городок. Главный юго-восточный фасад обращён к Тополёвой улице. Габариты здания: 51,7 × 13,8 м; размер кирпича: 270 × 130 × 65 мм.

- Жилой дом для 12 младших бессемейных офицеров (ул. Тополевая, 2) — двухэтажное здание прямоугольной формы. Главный северо-западный фасад обращён к Тополёвой улице. Основные габариты: 29,1 × 13,8 м; размер кирпича: 270 × 130 × 65 мм.

- Жилой дом (ул. Тополевая, 3) — двухэтажное здание в форме вытянутого прямоугольника. Главный юго-восточный фасад обращён к Тополёвой улице. Основные габариты: 33,8 × 14,2 м; размер кирпича: 270 × 130 × 65 мм.

- Жилой дом (ул. Тополёвая, 4) — здание, признанное памятником архитектуры в 2019 году.

- Жилой дом (ул. Тополевая, 5) — двухэтажное здание в форме вытянутого прямоугольника, аналогичное зданию по ул. Тополёвой, 3. Главный юго-восточный фасад обращён к Тополёвой улице. Основные габариты: 33,9 × 14,3 м; размер кирпича: 270 × 130 × 65 мм.

- Жилой дом (ул. Тополевая, 6) — трёхэтажное здание прямоугольной формы. Главный северо-западный фасад обращён к Тополёвой улице. Основные габариты: 29 × 13,8 м; размер кирпича: 270 × 130 × 65 мм.

- Жилой дом (ул. Тополёвая, 8) — здание, признанное памятником архитектуры в 2019 году.

- Жилой (ул. Тополевая, 10) — трёхэтажное здание прямоугольной формы, построенное для расквартированных в Военном городке семей офицерского состава. Главный северо-западный фасад обращён к Тополёвой улице. Основные габариты: 37,6 × 14,4 м; размер кирпича: 270 × 130 × 65 мм.

- Жилой дом (ул. Тополевая, 12) — трёхэтажное здание прямоугольной формы, расположенное на Тополёвой улице. Главный юго-восточный фасад с двумя входами обращён во двор. Основные габариты: 39 × 10,7 м; размер кирпича: 250 × 120 × 60 мм.

- Жилой дом (ул. Тополевая, 14) — трёхэтажное здание прямоугольной формы, аналогичное зданию по ул. Тополёвой, 6. Главный северо-западный фасад обращён к Тополёвой улице. Основные габариты: 28,4 × 13,6 м; размер кирпича: 270 × 130 × 65 мм.

- Жилой дом (ул. Тополевая, 18) — двухэтажное здание в форме вытянутого прямоугольника, расположенное на Тополёвой улице. Главный юго-восточный фасад имеет три входа и обращён во двор. Габариты здания: 56,9 × 10,8 м, размер кирпича 250 × 120 × 60 мм.

- Жилой дом (ул. Тополевая, 20) — трёхэтажное жилое здание прямоугольной для двенадцати семей младшего офицерского состава. Главный северо-западный фасад обращён к Тополёвой улице. Габариты здания: 37,4 × 13,5м; размер кирпича: 270 × 130 × 65 мм.

- Жилой дом (ул. Тополевая, 22) — трёхэтажное здание прямоугольной формы для 12 семей младших офицеров. Аналогично зданию по ул. Тополёвой, 20. Главный северо-западный фасад обращён к Тополёвой улице. Габариты здания: 37,8 × 14,5 м; размер кирпича: 270 × 130 × 65 мм.

- Жилой дом (ул. Тополевая, 23) — трёхэтажное здание прямоугольной формы для 6 семей старших офицеров. Главный юго-восточный фасад обращён к Тополёвой улице. Габариты здания: 26,4 × 13,7 м; размер кирпича 270 × 130 × 65 мм.

- Жилой дом. Объект № 28 — двухэтажное здание П-образной формы. Главный фасад — северо-западный. В здании производилась перепланировка под офисные помещения. Габариты: 54 × 16 м; размер кирпича: 270 × 130 × 65 мм.

- Дом жилой. Объект № 51 — двухэтажное здание прямоугольной формы, построенное для семей офицерского состава. Габариты: 27 × 13,6 м; размер кирпича: 270 х 130 × 65 мм.

- Дом жилой. Объект № 52 — двухэтажное здание в форме вытянутого прямоугольника, построенное для семей офицерского состава. Вход расположен в главном юго-восточном фасаде. Габариты: 31,2 × 14 м; размер кирпича: 270 × 130 × 65 мм.

- Дом жилой командира полка. Объект № 53 — одноэтажное здание прямоугольной формы, построенное для командира воинской части и его семьи. Со стороны главного северо-восточного фасада расположен вход. Габариты: 27,6 × 15,3 м; размер кирпича: 270 × 130 × 65 мм.

- Жилой дом. Объект № 58 — двухэтажный дом прямоугольной формы, построенный для семей офицерского состава. Находится в одном квартале с аналогичным зданием (объект № 51). Вход расположен в главном северо-западном фасаде. Габариты: 26,8 × 13,8 м; размер кирпича: 270 × 130 × 65 мм.

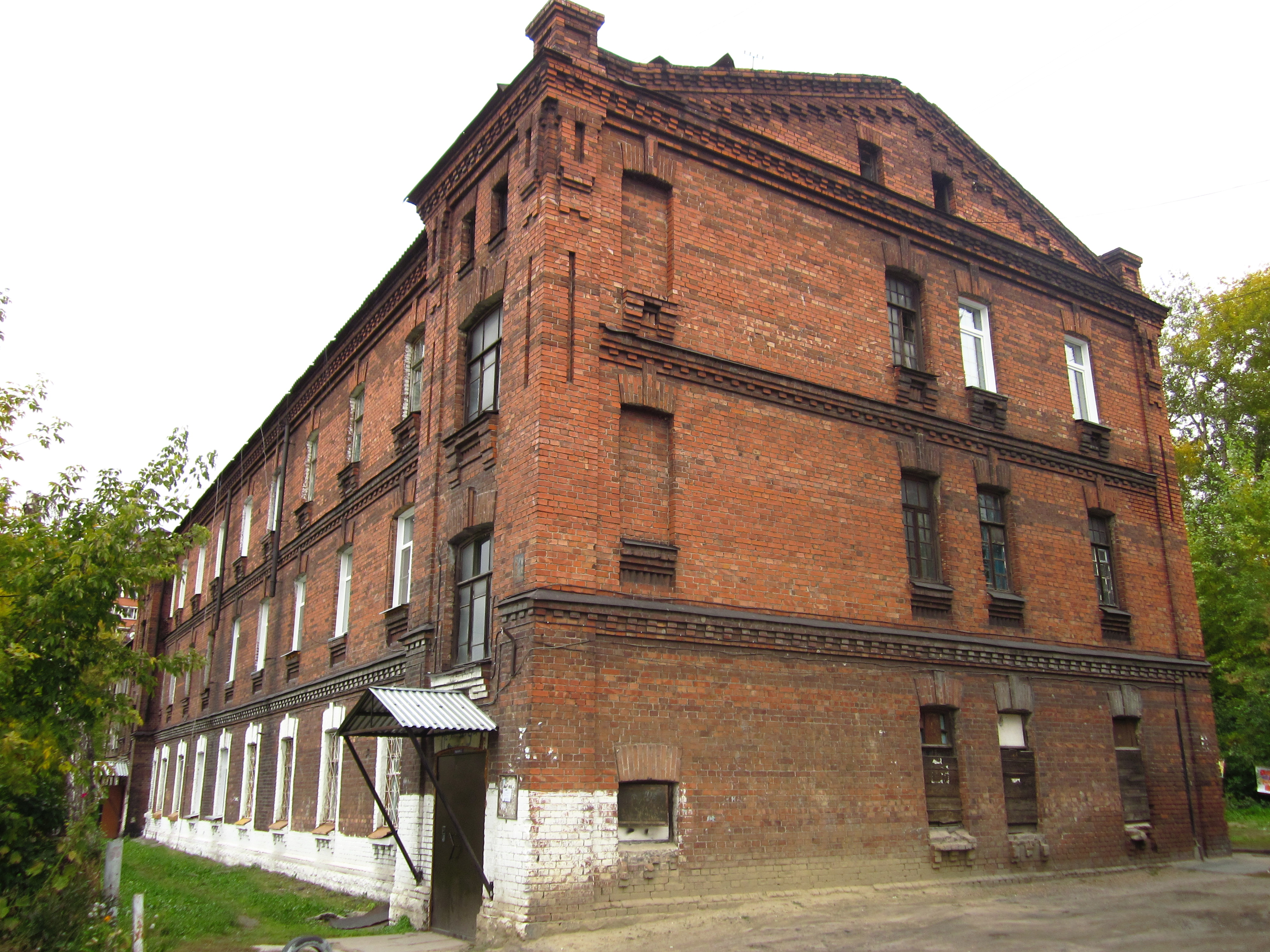
Жилой дом, ул. Тополёвая, 10
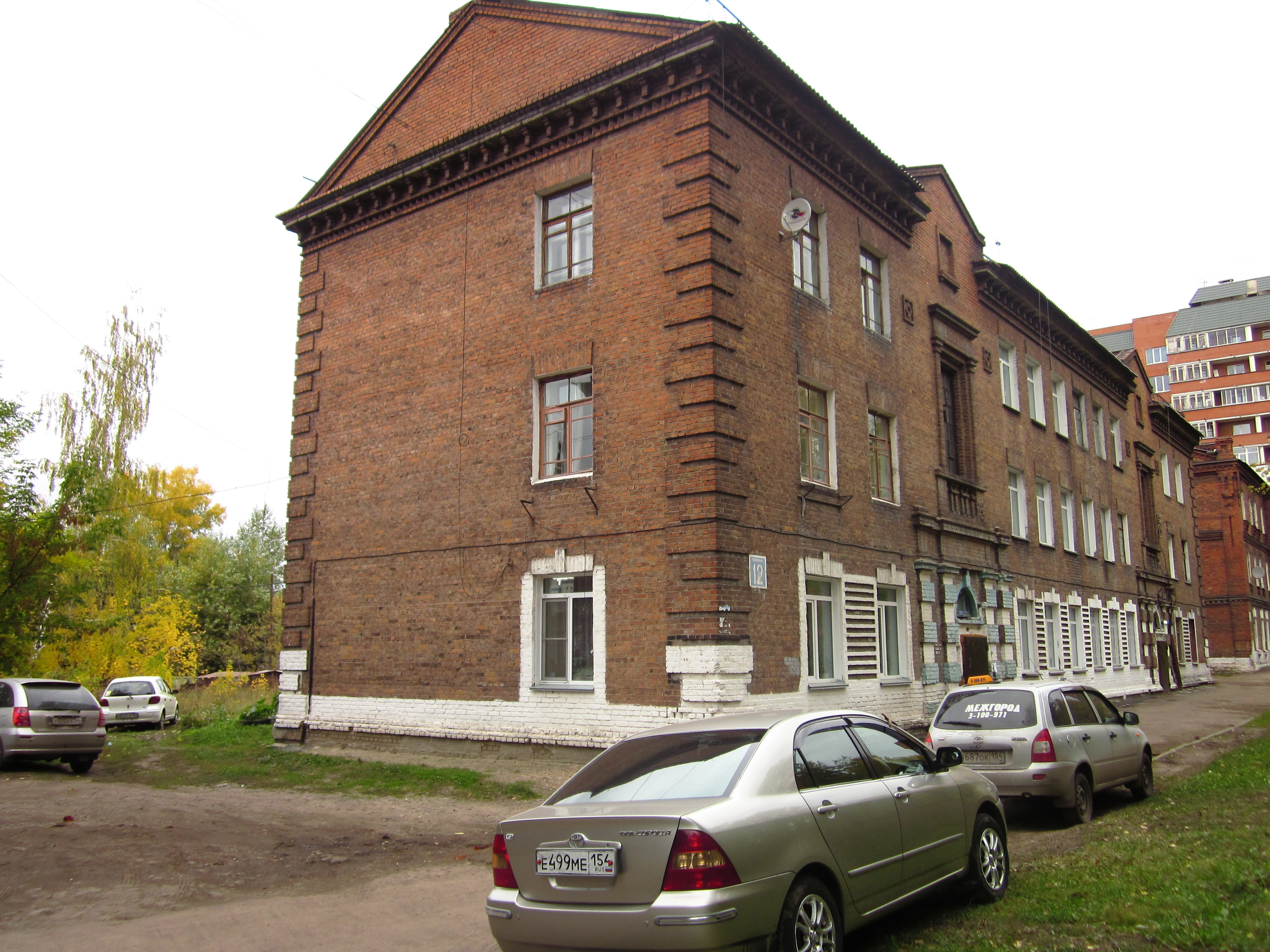
Жилой дом, ул. Тополёвая, 12
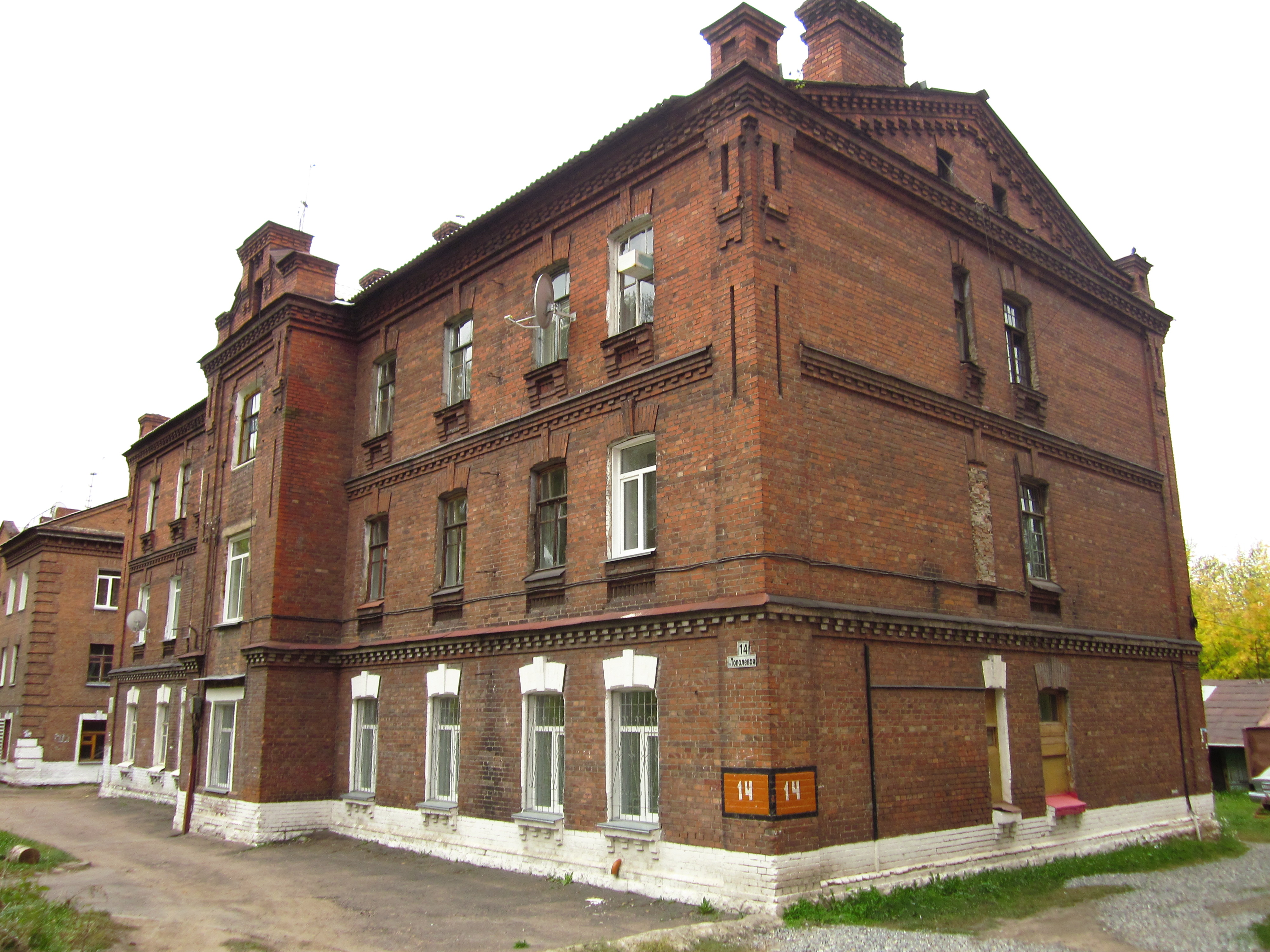
Жилой дом, ул. Тополёвая, 14
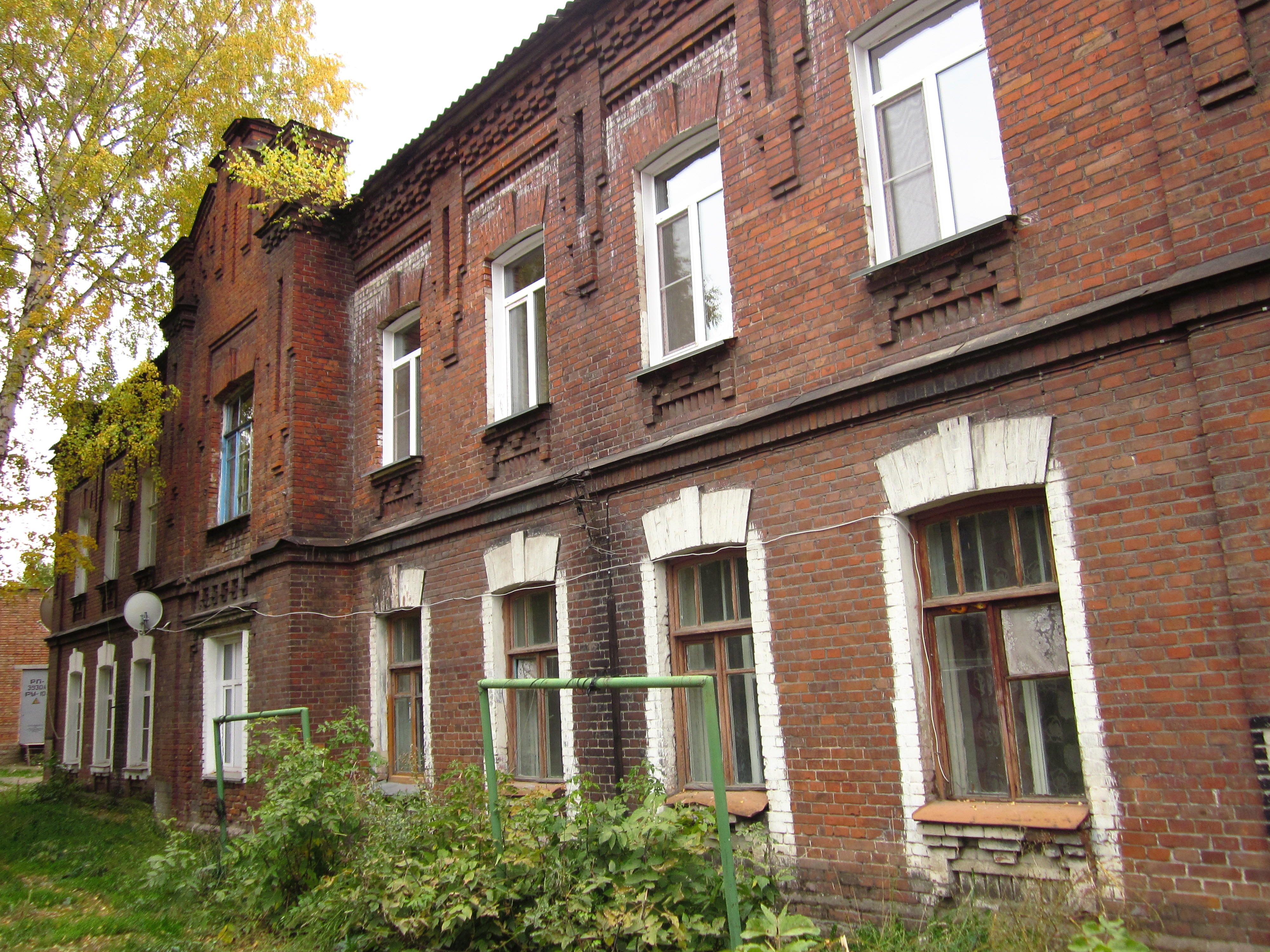
Жилой дом. Объект № 58

### Казармы

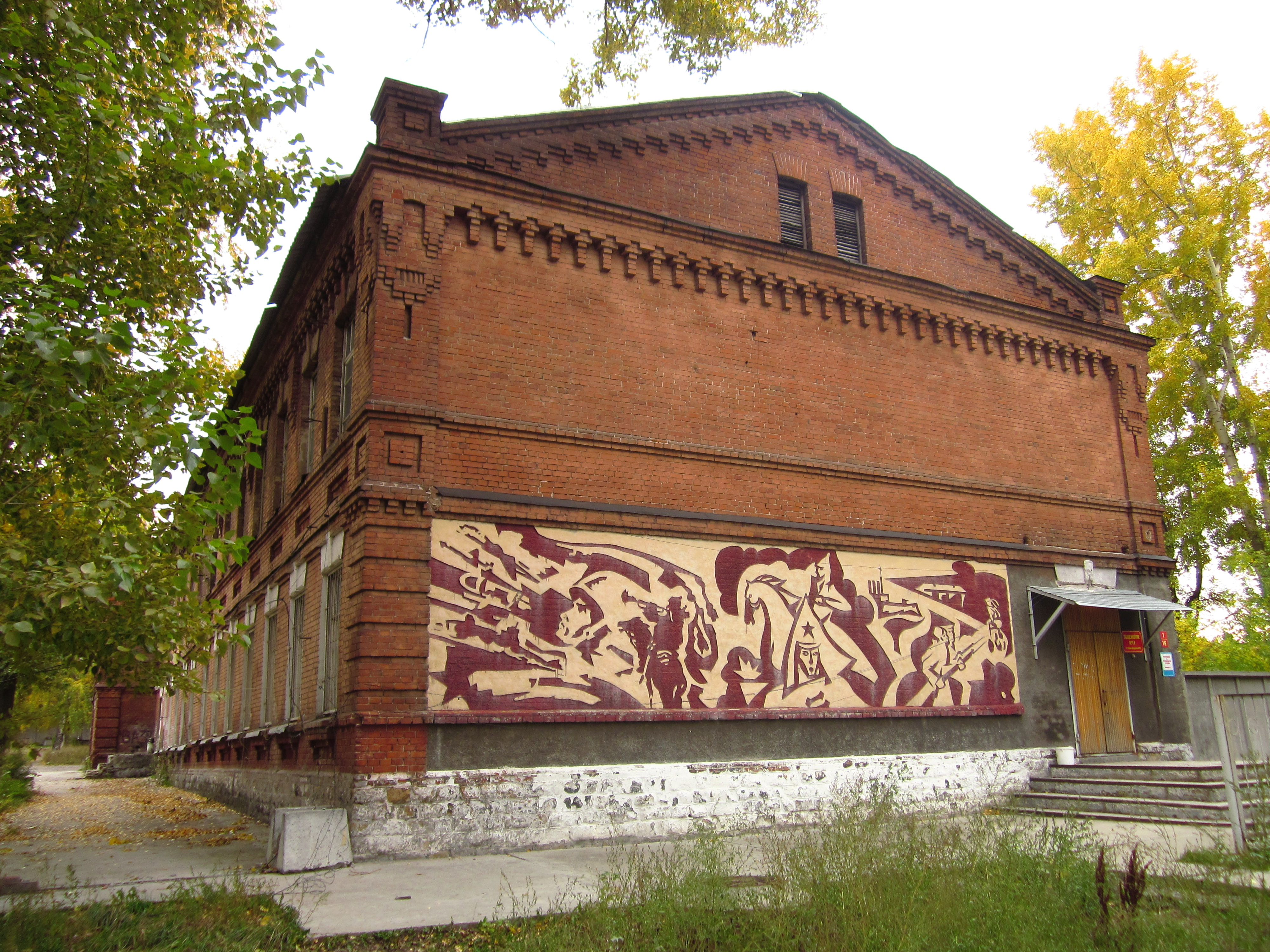
Пулемётная команда

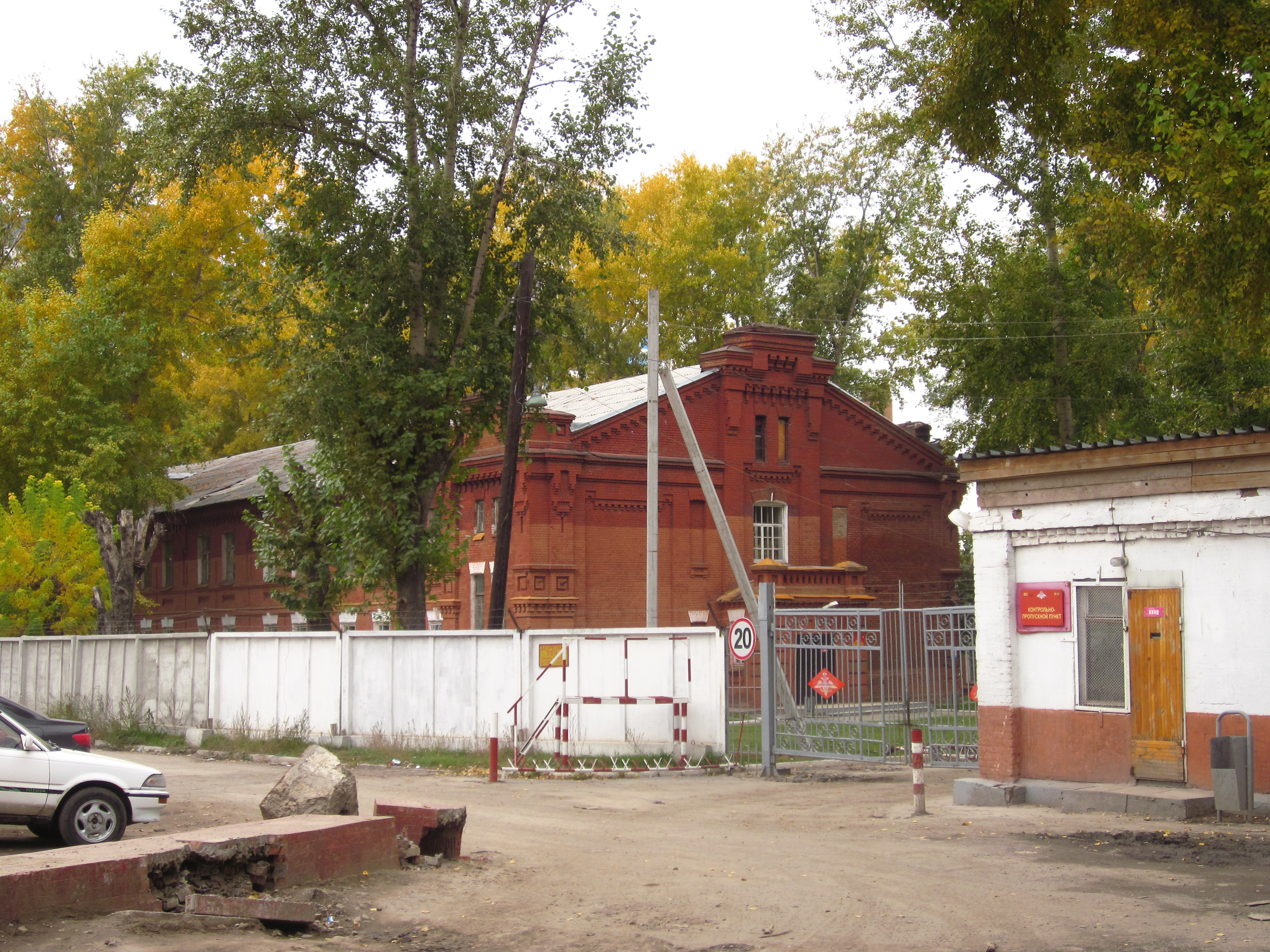
Батальонная казарма

- Батальонная казарма. Объект № 14 — двухэтажное здание в форме вытянутого прямоугольника для размещение солдат. В юго-западном и северо-восточном торцевых фасадах находятся входные тамбуры. Казарма расположена на территории, параллельной Тополёвой улице. Габариты здания: 86 × 19 м; размер кирпича: 270 × 130 × 65 мм.

- Батальонная казарма. Объект № 15 — двухэтажное здание в форме вытянутого прямоугольника, предназначенное для размещения солдат. В юго-западном и северо-восточном торцевых фасадах расположены входные тамбуры. Северо-восточный фасад смотрит на дорогу и обращён к аналогичному зданию (объект № 14). Габариты здания: 86 × 19 м; размер кирпича: 270 × 130 × 65 мм.

- Пулеметная команда. Объект № 16 — двухэтажное здание в форме вытянутого прямоугольника, построенное для размещения пулемётной команды. Габариты здания: 38,4 × 15,2 м; размер кирпича: 270 × 130 х 65 мм.

- Батальонная казарма. Объект № 17 — двухэтажное здание в форме вытянутого прямоугольника, расположенное на параллельной Тополёвой улице территории. В юго-западном и северо-восточном торцевых фасадах расположены входные тамбуры. Габариты здания: 86 × 12 м; размер кирпича: 270 × 130 × 65 мм.

- Учебная команда. Объект № 23 — двухэтажное здание в форме вытянутого прямоугольника, построенное для размещения учебной команды, классов, мастеровых, музыкантов и других нестроевых нижних чинов. Главный фасад — северо-западный. Габариты здания: 54,2 × 12,4 м; размеры кирпича: 270 × 135 × 65 мм.

- Батальонная казарма. Объект № 26 — двухэтажное здание в форме вытянутого прямоугольника, построенное для размещения солдат. Расположена на территории, параллельной Тополёвой улице. В северо-восточном и юго-западном торцевых фасадах находятся входные тамбуры. Северо-западным фасадом обращена к другой казарме (объект № 17) и вместе с ней образует комплекс, в центральной части которого размещены столовая и склад, использовавшийся в качестве котельной. Габариты здания: 86 × 12 м; размер кирпича: 270 × 130 х 65 мм.

- Батальонная казарма. Объект № 69 — двухэтажное здание прямоугольной формы, построенное для размещения солдат. Со стороны юго-западного и северо-восточного торцевых фасадов расположены входные тамбуры. Юго-западный фасад казармы обращён к двум аналогичным сооружениям, с которыми она формирует небольшой комплекс. Габариты: 86 × 18,4 м; размер кирпича: 270 × 130 × 65 мм.

- Батальонная казарма. Объект № 70 — двухэтажное здание в форме вытянутого прямоугольника, построенное для размещения солдат. Входные тамбуры расположены со стороны юго-западного и северо-восточного торцевых фасадов, обращённых к двум аналогичным сооружениям, с которыми казарма формирует небольшой комплекс. Габариты: 86 × 18,4 м; размер кирпича 270 × 130 × 65 мм.

- Батальонная казарма. Объект № 71 — двухэтажное здание в форме вытянутого прямоугольника, возведённое для размещения солдат. Со стороны юго-западного и северо-восточного торцевых фасадов расположены входные тамбуры. Северо-восточный фасад казармы обращён к двум аналогичным зданиям, с которыми она формирует небольшой комплекс. Габариты: 86 × 18,4 м; размер кирпича: 270 × 130 × 65 мм.

### Здания хозяйственного назначения
- Склад. Объект № 29 — одноэтажное здание прямоугольной формы. Предположительно склад. Со стороны главного северо-западного фасада находится вход с невысоким крыльцом. Габариты: 15 × 9,3 м; размер кирпича: 270 × 130 × 65 мм.

- Здание хозяйственного назначения. Объект № 30 — одноэтажное вспомогательное сооружение прямоугольной формы. Расположено на рельефе и разделено на два объёма. Основные габариты: 44,8 × 11,2 м, размер кирпича 270 × 135 × 65 мм.

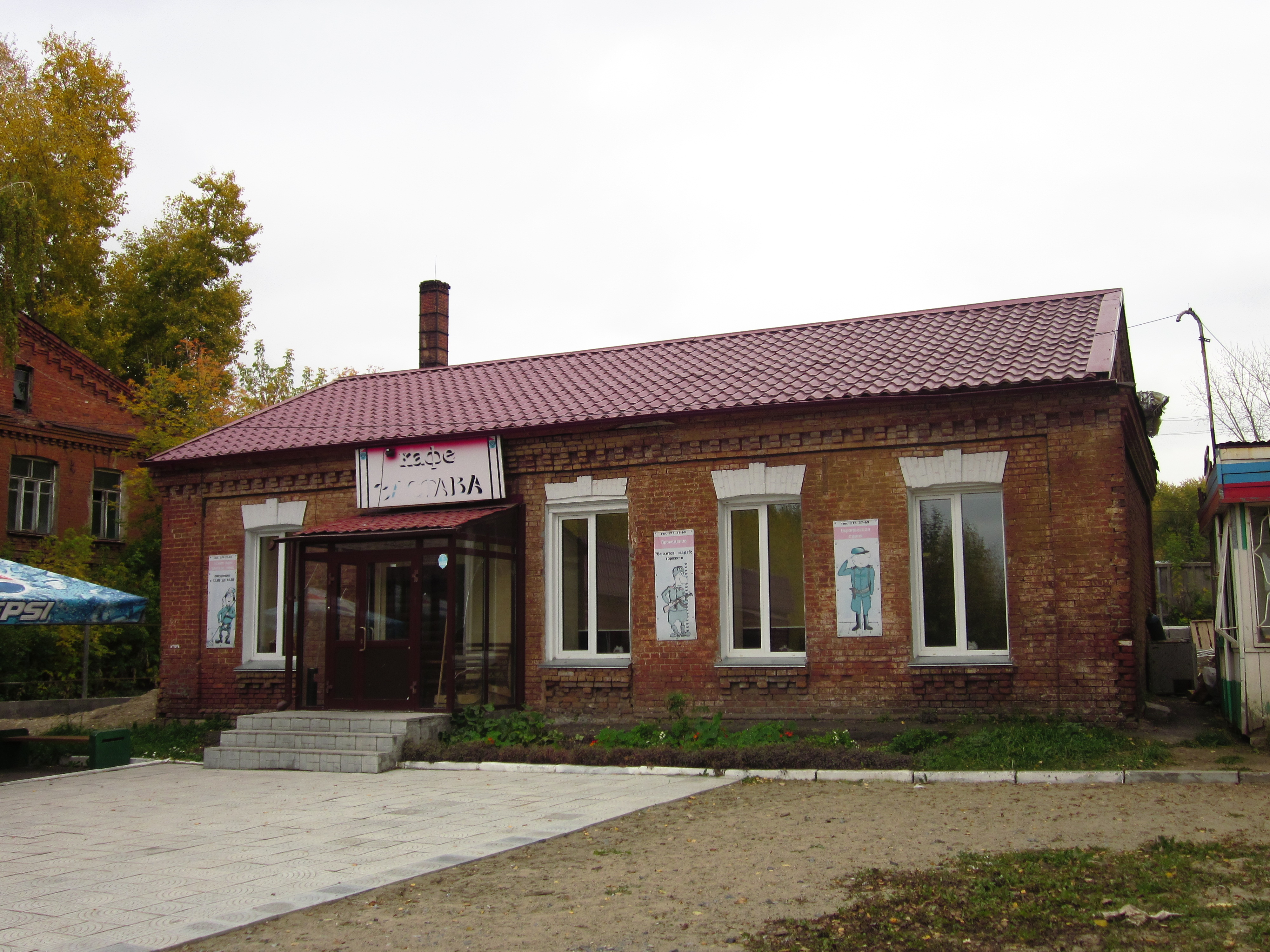
Склад
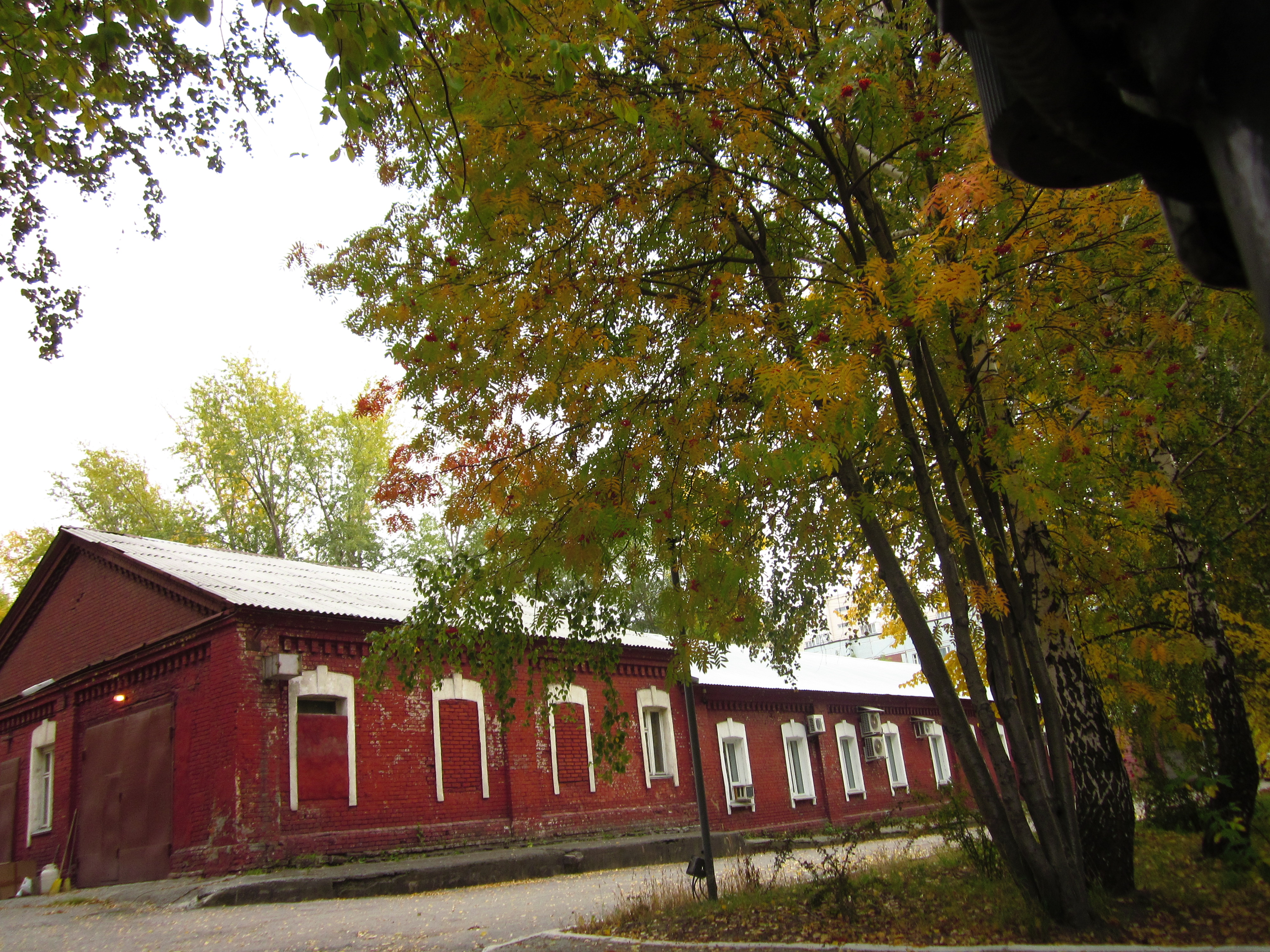
Здание хозяйственного назначения

### Другое
- Приемный покой. Объект № 20 — двухэтажное здание, в котором находился приемный покой с палатами для пациентов, аптекой, помещением фельдшеров и фельдшерских учеников, кроме того, здесь был класс для занятий. Первоначально здание было П-образной формы, но впоследствии ризалиты северо-восточного фасада были соединены пристроенной к ним стеной, также была реконструирована крыша, после чего строение приобрело прямоугольную форму. Главный фасад — юго-западный. Габариты здания: 41 × 15,9 м; размер кирпича: 270 × 130 × 65 мм.

- Канцелярия и гауптвахта для младших чинов. Объект № 22 — двухэтажное здание в форме вытянутого прямоугольника. На первом этаже располагалась гауптвахта младших чинов, на втором — канцелярия. Главный фасад — северо-восточный. Габариты здания: 33,2 × 10,8 м; размер кирпича: 265 × 135 × 65 мм.

- Офицерское собрание (ул. Тополевая, 17) — одноэтажное сложное в плане здание из кирпича, построенное между жилыми домами для офицерского состава. Одно из последних зданий, возведённых в комплексе Военного городка. Габариты здания: 47,5 × 16,6 м; размер кирпича 270 × 130 × 65 мм[5].

- Конюшня — здание, признанное памятником архитектуры в 2019 году. Главная ценность объекта — декоративные элементы внутри здания, появившиеся во время перестройки конюшни в универмаг.

- Офицерская и солдатская баня («Емелина печь») — здание, признанное памятником архитектуры в 2019 году[6].

- Окружной дом офицеров — здание, построенное предположительно в 1930-е годы. В 2014 году здесь проходили съёмки фильма «Правнуки». В 2017 году в здании был открыт мультимедийный исторический парк «Россия – моя история»[7][8].

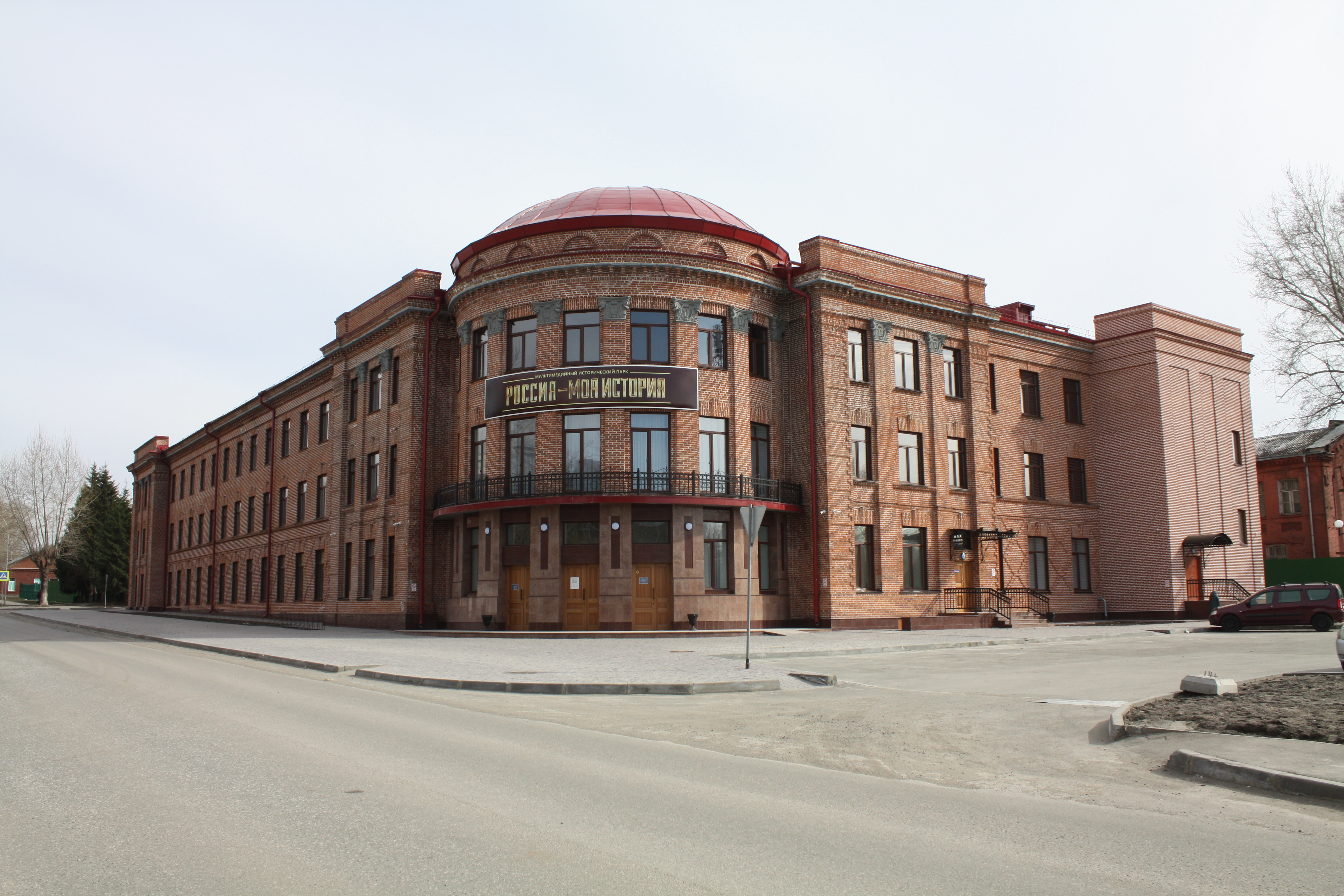
Окружной дом офицеров
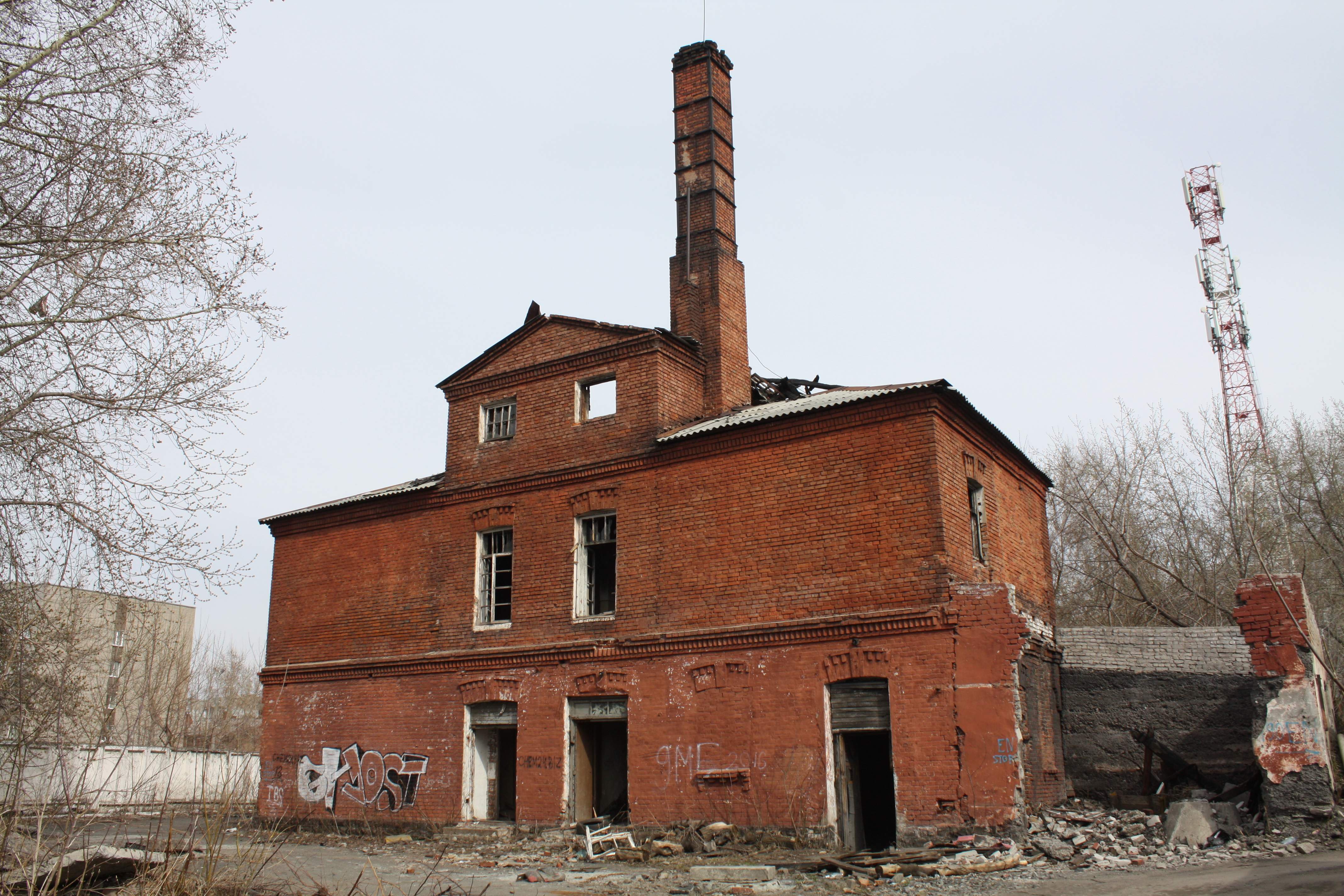
Офицерская и солдатская баня

## Утраченные сооружения
Многие здания и сооружения Военного городка со временем были утрачены (патронный склад, конюшня, обозный сарай, сухарный запас и т. д.). В 1980-х годах был разрушен Никольский храм новосибирского гарнизона.

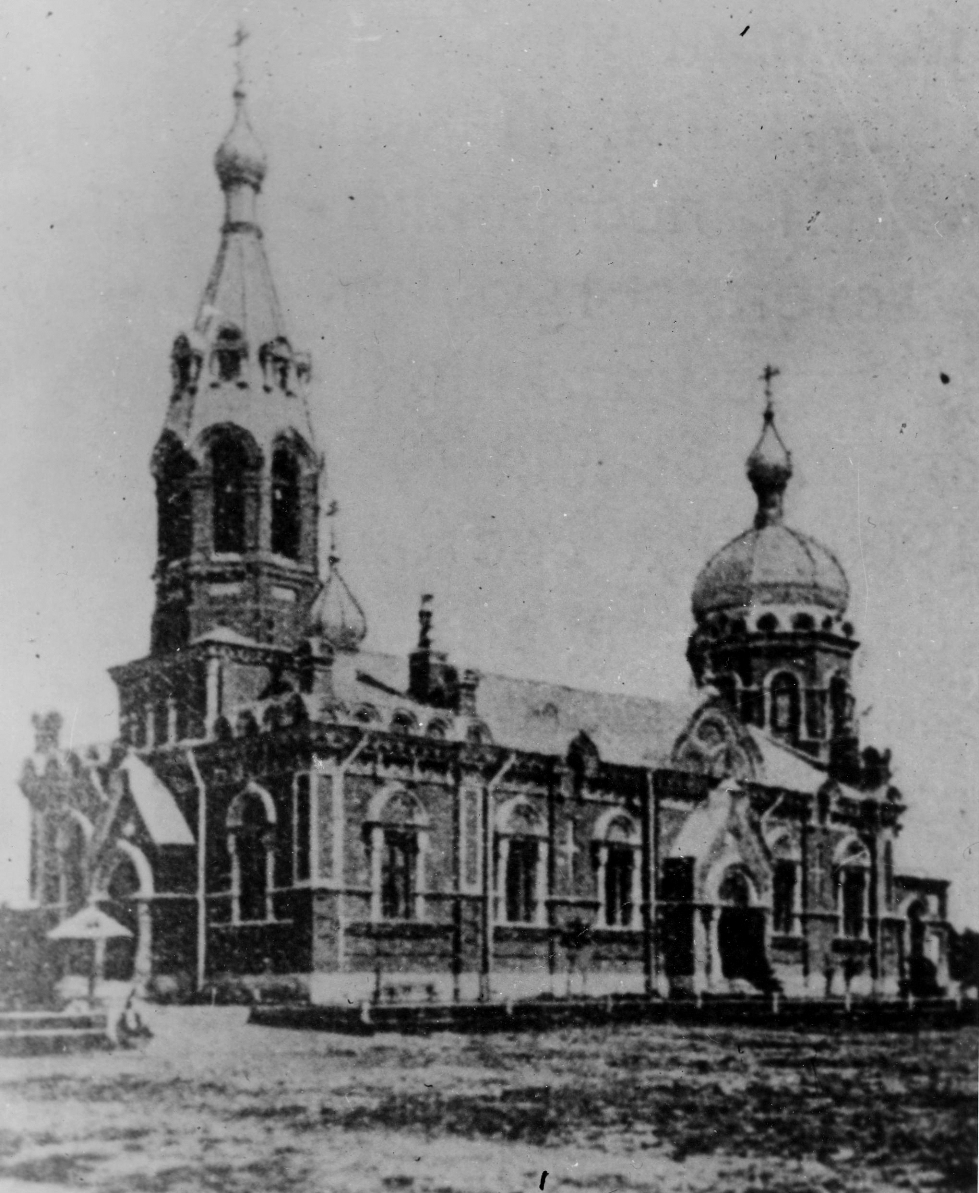
Никольский храм новосибирского гарнизона
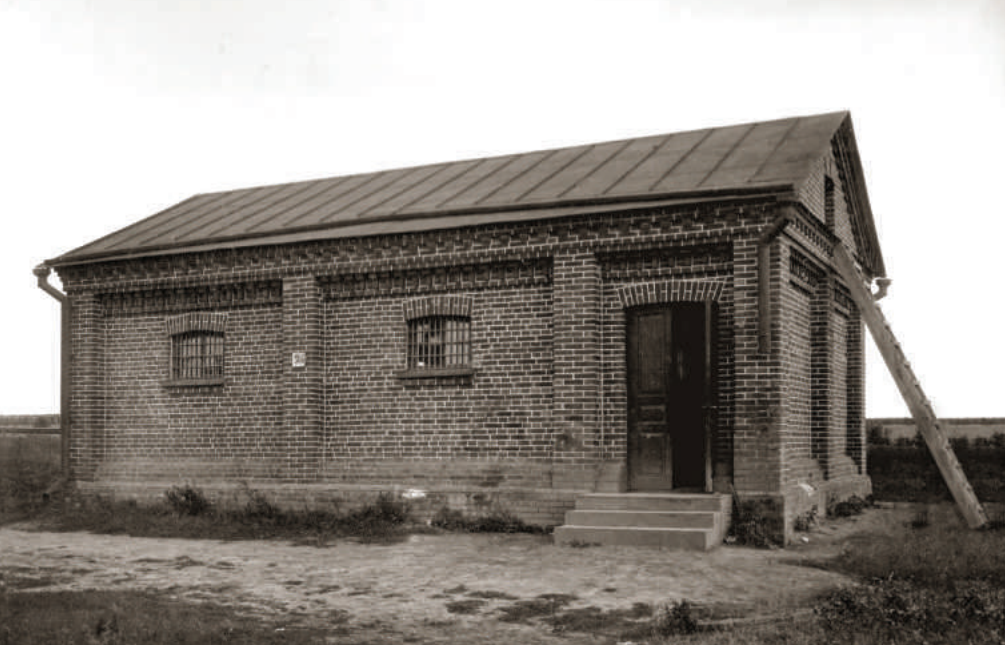
Патронный склад
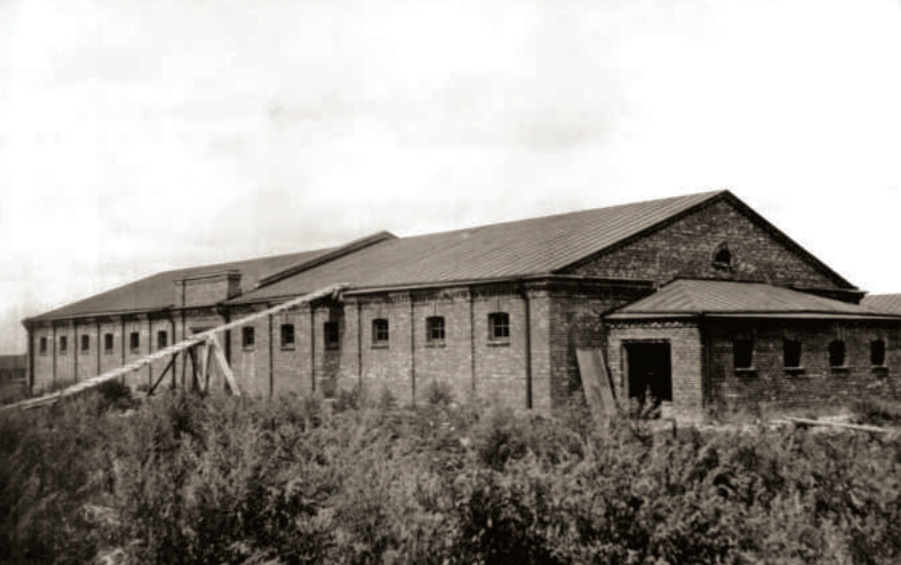
Конюшня
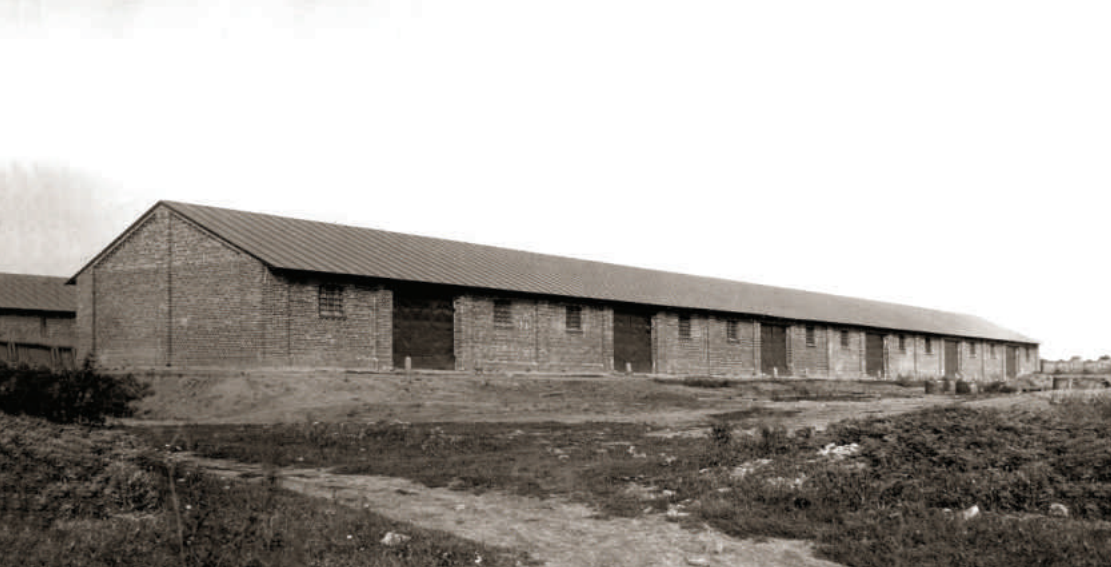
Обозный сарай
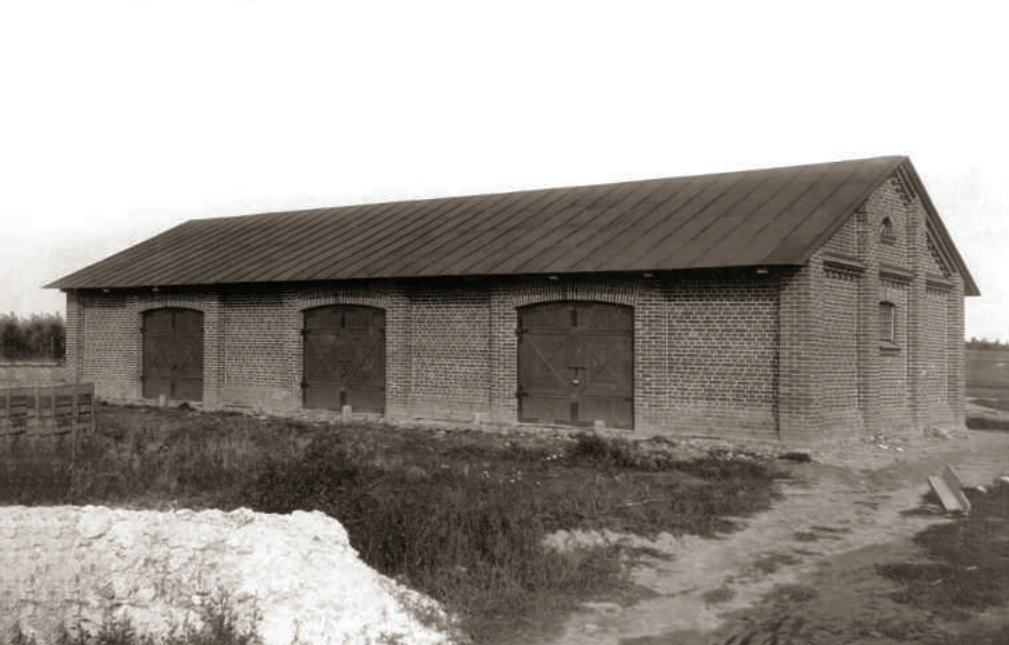
Сухарный запас